# Kim Mehmeti
Pour les articles homonymes, voir Mehmeti.
 Kim Mehmeti, né en 1955 à Grtchets, près de Skopje, en Macédoine yougoslave, est un nouvelliste, romancier, essayiste, critique littéraire macédonien et traducteur albanais[Quoi ?]. 
Il écrit et publie en macédonien et en albanais. 
Il est l'auteur des recueils de récits suivants : 
- 1986 : La poussière qui surgit,
- 1988 : Deuil,
- 1989 : Boléro,
- 1989 : Rhapsodies décalées,
- 1991 : L'embuscade,
- 1994 : Le destin de Fatuse, en albanais, c'est-à-dire Nora, choix en macédonien,
- 1994 : Le poisson extasis.